# Маргарита Венгерская
Святая Маргарита Венгерская (венг. Szent Margit; 27 января 1242, Крепость Клис, Хорватия в унии с Венгрией — 18 января 1270, Маргит, Королевство Венгрия) — католическая святая, дочь венгерского короля Белы IV и греческой принцессы Марии Ласкарины, дочери никейского императора Феодора I Ласкариса.

## Биография
С рождением дочери родители решили, что отдадут её в дар Богу, если Венгрия будет избавлена от монгольского нашествия, что и случилось в 1242 году. Впрочем, видя красоту и здоровье девочки, венценосная чета усомнилась в целесообразности такого шага и стала склоняться к мысли взамен исполнения обета просто отдать дитя в обучение доминиканцам. Однако принцесса с самого раннего детства проявляла совсем иные устремления. С четырёх лет выпрашивает у сестёр-монахинь монашескую одежду и уже более не меняет её на светскую. В девять лет она заявляет родителям, что твёрдо решила стать на путь монашества. Видя решимость дочери, отец строит для неё монастырь в честь Пресвятой Девы на острове на Дунае, куда переводит 10-летнюю Маргариту, но всё же не оставляет надежды выдать её со временем замуж с большой политической выгодой. Однако она решительно отказывается выходить замуж за короля Богемии Отокара II, хотя тот, увлечённый её красотой и зная о христианских добродетелях невесты, готов был ходатайствовать перед папой о разрешении родительского обета. В 18 лет она принимает монашеские обеты.
В монастыре святая живёт в подвигах и послушании, своей кротостью и смирением завоевывая горячую любовь сестёр-монахинь, и ещё при жизни молитвой совершает чудо, остановив разлив Дуная, грозивший монастырю. Суровые подвиги подрывают её здоровье, и она завершает свой земной путь в 28 лет. Отпевавший её епископ, заметив, насколько она прекрасна по смерти, сказал плачущим: «Не скорбите по этой принцессе, потому что, похоже, её воскресение уже началось».
Святая Маргарита является племянницей святой Елизаветы Венгерской. Две сестры святой Маргариты также почитаются в католической церкви:
- Святая Кунигунда (Кинга) — с 15-летнего возраста жена польского князя Болеслава V, после его смерти ставшая монахиней и аббатисой (канонизирована в 1999 году);
- Блаженная Иоланда (Йолента, Елена) — жена великопольского герцога Болеслава Набожного, после его смерти также ставшая монахиней-клариссинкой, а затем и настоятельницей монастыря (беатифицирована в 1827 году).

## Исторические источники
Житие Святой Маргариты было написано, предположительно, в XIV веке, и сохранился его венгерский перевод, восходящий к XV веку. Составитель жития особо отмечает суровость подвигов преподобной, с детских лет бичевавшей себя (следуя аскетической практике доминиканцев), носившей железные вериги, головной убор и обувь с гвоздями. Она также старалась выполнять самую грязную работу в обители.

## Почитание
Подготовка к канонизации началась почти сразу после кончины святой, по настоянию её брата — короля Стефана V. Собраны были свидетельства о семидесяти четырёх чудесах, заключавшихся в исцелениях больных и воскрешениях мертвых. Однако канонизация не была завершена, несколько попыток также было сделано в 1640 и 1770 годах. В 1789 году Маргарита была беатифицирована, а в 1943 году — канонизирована.
В 1782 году мощи святой были переданы Ордену Св. Клары и хранились в Братиславе и Буде. В 1789 году её мощи были частично утрачены, но частицы хранятся сейчас в венгерских городах Эстергом, Дьёр и аббатстве Паннонхальма.

## Место погребения
На острове Маргит (Остров Маргариты) в Будапеште находится живописный природный парк. В северной части острова недалеко от отелей расположены руины доминиканского монастыря, в котором провела свои последние годы святая. Сохранились лишь развалины стен, в высоту, как правило, не более человеческого роста, но очертания монастырской церкви отчётливо выделяются на фоне других построек монастыря, видны остатки колонн, основание престола в алтаре, горнее место. Могила Св. Маргариты покрыта плитой с высеченной надписью на венгерском и латыни, находится она как раз в церкви, чуть позади нескольких других могильных плит без названия, впрочем, сильно выделяясь размером (плита современная, в отличие от остальных). Лампада и цветы на могиле указывают, что место это почитается.